# 成层石松
成层石松（学名：Lycopodium zonatum），为石松科石松属下的一个植物种。